# مقاطعة بتلر (ميزوري)
مقاطعة بتلر (بالإنجليزية: Butler County) هي إحدى المقاطعات في ولاية ميزوري في الولايات المتحدة الأمريكية.